# Santa Terezinha do Progresso
Santa Terezinha do Progresso es un municipio brasileño del estado de Santa Catarina. Tiene una población estimada al 2022 de 2 576 habitantes. Pertenece a la Región metropolitana del Extremo Oeste.

## Historia
La colonización de Santa Terezinha do Progresso comenzó en la década de 1940 con la llegada de inmigrantes gauchos de origen italiano. La ciudad adoptó el nombre de su patrona, Santa Terezinha, en 1995 cuando se emancipó de Campo Erê.
La economía del municipio se basa en la agricultura.